# Flame-plating
Le flame-plating (placage à la flamme) est un procédé de projection thermique qui permet d’obtenir, en surface, pour n’importe quel métal, les propriétés du carbure de tungstène massif grâce à une projection à vitesse supersonique de particules mêlant le carbure en question et du liant à base de cobalt sur la surface à revêtir. La force de projection est obtenue par une explosion.
Le carbure de tungstène n’est pas le seul revêtement applicable par ce procédé, des mélanges de carbures, des oxydes peuvent aussi être utilisés.

## Appareil utilisé
C’est un canon, refroidi par une circulation d’eau dans la culasse où sont injectés :
- le produit à projeter sous forme de poudre, porté par un courant d’azote ;
- un mélange détonant oxygène-acétylène ;
- une bougie d’allumage sert à faire détoner le mélange.

En synchronisant l’arrivée d’azote, celle du mélange détonant et le fonctionnement de la bougie, on tire à raison de 500 coups par minute sur la pièce qui se trouve placée à 7 cm du canon. Chaque coup de canon y dépose l’équivalent d’un petit disque de 19mm de rayon. Des pièces cylindriques peuvent aussi être revêtues par combinaison d’un mouvement de translation et de rotation

## Préparation des pièces
Elles n’ont pratiquement besoin d’aucune préparation mécanique, les surfaces doivent seulement être dégraissées et propres. Cependant, un léger sablage est préféré aux procédés chimiques de dégraissage.
Les parties de pièces ne devant pas être revêtues doivent être protégées. L’extrême vitesse des particules (800 m/s) pose des problèmes de cache n’existant pas en métallisation classique où un morceau de clinquant constitue une protection suffisante. Dans le cas du flame-plating, une particule rebondissant sur le cache aura une vitesse résiduelle suffisante pour aller se coller sur une surface voisine et y adhérer.

## Intérêt du procédé
- Il permet de lutter efficacement contre la corrosion de contact ;
- il confère aux pièces en métal quelconque une dureté de surface très intéressante ;
- il présente un net progrès par rapport aux procédés classiques, en particulier en ce qui concerne l’adhérence et la porosité du revêtement obtenu.

L’adhérence est seulement mécanique, c’est-à-dire que sauf cas exceptionnels il n’y a pas de liaison chimique ou métallurgique entre le dépôt et le support, mais seulement un accrochage mécanique extrêmement fort.

Des surfaces extrêmement minces peuvent être revêtues sans détérioration. Des systèmes de refroidissement permettent d’éviter que le support ne s’échauffe outre mesure, sans précautions spéciales la température ne dépasse pas 200° en général, avec un refroidissement par CO2, on peut obtenir que certaines pièces ne dépassent pas 100°.

## Usinage
- Les revêtements peuvent se rectifier, on met 15/100 à 20/100mm brut de projection pour obtenir 5/100 à 1/10 mm finis.
- La rectification est faite à la meule diamant (les carbures ne s’usinent pas autrement) à liant résinoïde ne provoquant pas d’échauffement, car le problème principal est d’éviter que le dépôt ne chauffe, ce qui provoquerait des altérations physico-chimiques particulièrement graves pour le carbure et la dégradation de leurs qualités.

## Produits projetés
- Carbure de tungstène à liant cobalt : selon la proportion en cobalt on obtient différentes qualités de revêtement. Le cobalt permet la liaison des particules avec des proportions variant de 9 à 15 % et détermine la souplesse du revêtement. Le taux maximum de cobalt fournit des revêtements dont la dureté Vickers est de 1300 à 1400 sous une pression de 300 grammes. Si la teneur en cobalt est supérieure, le revêtement sera plus souple, résistera mieux aux chocs répétés, sa dureté se situera aux environs de 1100 Vickers.

Le carbure de tungstène peut être utilisé jusqu’à 500° sans détérioration, au-delà il a tendance à se décomposer et on utilise le carbure de chrome, qui a des caractéristiques très bonnes tant au point de vue frottement qu’au point de vue résistance à l’usure notamment dans la zone de 500 à 1000°.
En général le carbure de chrome est mélangé à un liant nickel-chrome.
Oxydes :
- alumine ;
- oxyde de chrome ;
- mélange : alumine + oxyde de chrome et alumine + oxyde de titane.

## Quelques applications
- Industrie aéronautique : aubes, pièces de réacteurs. Le carbure de tungstène est utilisé dans les parties froides et le carbure de chrome dans les parties chaudes pour lutter contre l’usure, notamment sur des parties d’aubes de compresseurs où l’usure est provoquée par des micro-déplacements sous vibrations à fréquences élevées.

- Industrie automobile et autres : banc de pliage, traitement des tarauds machine, rouleaux de textile, rouleaux d’impression, guides.

## Sources
- Conférence sur les techniques nouvelles en métallurgie (CNRS), juin 1969.